# Mala Branjska
Mala Branjska je naselje u Hrvatskoj u sastavu općine Sokolovca. Nalazi se u Koprivničko-križevačkoj županiji. 

## Zemljopis
Sjeverozapadno su Mali Poganac, Lepavina, Donjara i Mali Grabičani, sjeveroistočno su Sokolovac i Miličani, istočno je Srijem, jugoistočno su Mala Mučna i Ladislav Sokolovački, južno je Trnovac Sokolovački, jugozapadno su Velika Branjska, Velike Sesvete, Male Sesvete i Carevdar.

## Stanovništvo
| broj stanovnika | 121   | 154   | 146   | 88    | 84    | 96    | 78    | 85    | 66    | 117   | 128   | 92    | 84    | 63    | 67    | 60    | 51    |
|                 | 1857. | 1869. | 1880. | 1890. | 1900. | 1910. | 1921. | 1931. | 1948. | 1953. | 1961. | 1971. | 1981. | 1991. | 2001. | 2011. | 2021. |